# Huuhtisaari (ö i Södra Karelen)
Huuhtisaari är en ö i Finland. Den ligger i sjön Saimen och i kommunen Villmanstrand i den ekonomiska regionen  Villmanstrands ekonomiska region  och landskapet Södra Karelen, i den södra delen av landet, 220 km nordost om huvudstaden Helsingfors. Öns area är 4,1 hektar och dess största längd är 320 meter i öst-västlig riktning.